# Cântico da Liberdade
El Cántico de la libertad (en portugués: Cântico da Liberdade) es el himno nacional de Cabo Verde desde 1996; desde la independencia en 1975 hasta ese año, el himno era el mismo que el de Guinea Bissau, país con el que hubo un proyecto de unión política hasta 1984. El autor de la música es Adalberto Silva Tavares Higino, y la letra es de Amilcar Spencer Lopes.

## Letra enportugués
Canta, irmão
Canta, meu irmão
Que a liberdade é hino
E o homem a certeza.
Com dignidade, enterra a semente
No pó da ilha nua;
No despenhadeiro da vida
A esperança é do tamanho do mar
Que nos abraça,
Sentinela de mares e ventos
Perseverante
Entre estrelas e o Atlântico
Entoa o cântico da liberdade.
Canta, irmão
Canta, meu irmão
Que a liberdade é hino
E o homem a certeza.

## Letra enespañol
Canta, hermano
Canta, mi hermano
Que la libertad es himno
Y el hombre la certeza.
Con dignidad, entierra la semilla
En el polvo de la isla desnuda;
En el despeñadero de la vida
La esperanza es del tamaño del mar
que nos abraza
Centinela de los mares y los vientos
Perseverante
Entre estrellas y el Atlántico
Entona el cántico de libertad.
Canta, hermano
Canta, mi hermano
Que la libertad es himno
Y el hombre la certeza.